# Balbino Giner
Pour les articles homonymes, voir Giner.
Balbino Giner, né le 20 novembre 1935 à Paris et mort le 10 mai 2012 à Perpignan, est un peintre français.

## Famille
Balbino Giner Gabarda est le fils du peintre valencien Balbino Giner Garcia (Valence (Espagne) 1910- Collioure 1976), et le père du compositeur Bruno Giner né à Perpignan en 1960.

## Biographie
À la suite de l'obtention du prix de Rome, Balbino Giner Garcia et son épouse séjournent en Italie, en France et en Belgique entre 1934 et 1939. C'est à Paris (Montparnasse) que naît, le 20 novembre 1935, Balbino Giner Gabarda. À la suite de la guerre civile espagnole, de par ses convictions républicaines, son père est contraint à un exil définitif. À Bruxelles en 1938, à la suite d'une mesure d'évacuation des enfants espagnols, la famille se disloque et il retourne à Valence avec sa mère. Ce n'est qu'en octobre 1940 que toute la famille se retrouve en territoire français, au cœur des Pyrénées-Orientales. Dès lors, Balbino Giner passe une partie de son enfance et toute son adolescence à Amélie-les-Bains puis à Perpignan. Quelques années plus tard, entre 1955 et 1957, il part étudier la peinture aux beaux arts de Montpellier, puis de 1957 à 1961 à École nationale supérieure des beaux-arts de Paris dont il sort diplômé en 1961.
Il réalise sa première exposition personnelle dès 1956, à Perpignan sous le pseudonyme de Gino Giner et sa peinture commence à naviguer de galeries en galeries. Puis vient le temps des barricades de Mai-1968 qui a sur lui un effet d'électrochoc. Rapidement, il s'intègre aux mouvements de l'avant-garde picturale des années 1970 (support surface, art dans la rue, collectifs divers, performances, etc.). Sa radicalité l'amène à brûler toute sa production picturale antérieure et, parallèlement à ses positionnements artistiques sans concessions, il enseigne la peinture aux Beaux-arts de Toulouse de 1968 à 1997, l'année de sa retraite. Néanmoins, dans les années 1980, il avait renoué avec la peinture en développant un langage pictural autant coloré que personnel.
Entre 1997-1999, il passe deux ans en Amérique Latine, principalement à Santiago du Chili, avant de revenir en Catalogne Nord pour s'installer définitivement dans la région de son enfance. C'est donc à Collioure qu'il continue son chemin d'artiste indépendant et original, jusqu'à sa mort en 2012. Balbino Giner laisse une œuvre dissidente dont les dernières productions sont luminescentes, graphiques et gorgées de sensualité érotique.

## Expositions

### Expositions personnelles et performances
- Giner vit les néné phares, hommage à Claude Monet, 31 mai-22 juin 1997, Chapelle St-Martin-du-Méjan, Arles
- Balbino Giner, novembre - décembre 1999, Centre d'art contemporain de Saint-Cyprien
- Balbino Giner : un prestidigitateur, décembre 2001, centre culturel Gustave-Ansart à Haulchin
- Balbino Giner, 4-26 juillet 2003, galerie Castang, Perpignan
- Daoumi : épopée acousmatique en 4 épisodes in memoriam Louise Michel, (74 min 15 s), composition de Clément Riot, visuels de Balbino Giner, création le 16 décembre 2005 à Perpignan puis centre d'art contemporain de Saint-Cyprien.
- La Llibertat del mon, 16 mars-21 avril 2007, galerie Castang, Perpignan
- Toromàgia, 10-27 juillet 2008, Céret

## Publications
- Les Oléandres. 2000. Avec l'écrivain et critique d'art Alain Georges Leduc (livre de bibliophilie). Texte italien en regard, traduction de Bruno Rombi.
- Balbino Giner, un prestidigitateur. 2001. Catalogue publié à l'occasion de l'exposition éponyme, Galerie du Centre culturel Gustave Ansart à Haulchin. Textes Alain Georges Leduc
- Balbino Giner 1955-2005 . Catalogue de l'exposition Balbino Giner " itinéraire d'un fauve" du 27 juin au 15 septembre 2005, Salle Maillol du Palais des Congrès de Perpignan. (ISBN 284646023X)
- Daoumi, épopée acousmatique en quatre épisodes In Memoriam Louise Michel. musique acousmatique Clément Riot, Pierre Bouchet, textes. 2007. 1 CD Motus / in-texto M406001. Code barre 3 566124 060018. Notice bilingue (français, anglais), illustrations livret Balbino Giner.
- Ima giner : les extraits du journal Collioure, 1999-2007 de Balbino Giner, textes et illustrations, préface de Clément Riot. - Céret : éditions Alter Ego, 2007. -  (ISBN 2915528128)
- Le grand parler Aurochs Ou l'épopée de la constellation du Taureau = la palabra luminosa de los Uros O la epopeya de la constelación del Tauro (édition bilingue). Texte de Clément Riot, illustrations : reproductions de toiles originales de Balbino Giner, tirées de sa série Toromàgia. éditions Delatour, 2015. (publication posthume)